# 히바우두 바르보자 지 소자
히바우두 바르보자 지 소자(포르투갈어: Rivaldo Barbosa de Souza, 1985년 8월 25일 ~ )는 브라질의 축구 선수이다. 현재는 피게이렌시 소속으로 뛰고 있다.